# Gaudynowskie Skały
Gaudynowskie Skały – grupa skał na lewym brzegu górnego biegu potoku Brodła na Garbie Tenczyńskim. Znajdują się w obrębie wsi Brodła w województwie małopolskim, w powiecie chrzanowskim, w gminie Alwernia. 
Są to najdalej na południowy zachód wysunięte wychodnie wapieni na Wyżynie Krakowsko-Częstochowskiej. Zbudowane są z twardych wapieni skalistych pochodzących z jury późnej. Mają wysokość do 22 m i postać ścian, iglic i baszt. Dzielą się na dwie grupy oddzielone doliną bocznego dopływu potoku Brodła. W dolnej grupie największa jest skała Zakątek, w górnej Gaudynowska Baszta. Obydwie są obiektem wspinaczki skalnej. W południowej części skał znajduje się obudowane wywierzysko. Jego woda wypływa tuż pod drogą i zasila potok Brodła.
Od 16 listopada 1998 roku Gaudynowskie Skały są pomnikiem przyrody. Są także obiektem Ekomuzeum Alwernia. Z ciekawszych gatunków roślin występują na nich: zanokcica murowa (Asplenium ruta-muraria), zanokcica skalna (Asplenium trichomanes), paprotka zwyczajna (Polypodium vulgare), rojownik pospolity (Jovibarba sobolifera), bluszcz pospolity (Hedera helix), rozchodnik ostry (Sedum acre).
W skałach występuje kilka jaskiń: Jaskinia Gaudynowska, Mała Szczelina za Igłą, Schronisko Małe w Gaudynowskich Skałach, Schronisko na Półce w Igle, Schronisko nad Doliną, Schronisko obok Jaskini Gaudynowskiej, Schronisko pod Dębami, Schronisko za Bramą, Studnia za Igłą, Szczelina nad Małą, Szczelina za Igłą. 

## Turystyka
Obok skał biegnie wąska asfaltowa droga. Prowadzi nią szlak rowerowy tworzący zamkniętą pętlę. 
 Alwernia – Brodła – Gaudynowskie Skały – Poręba Żegoty – Alwernia

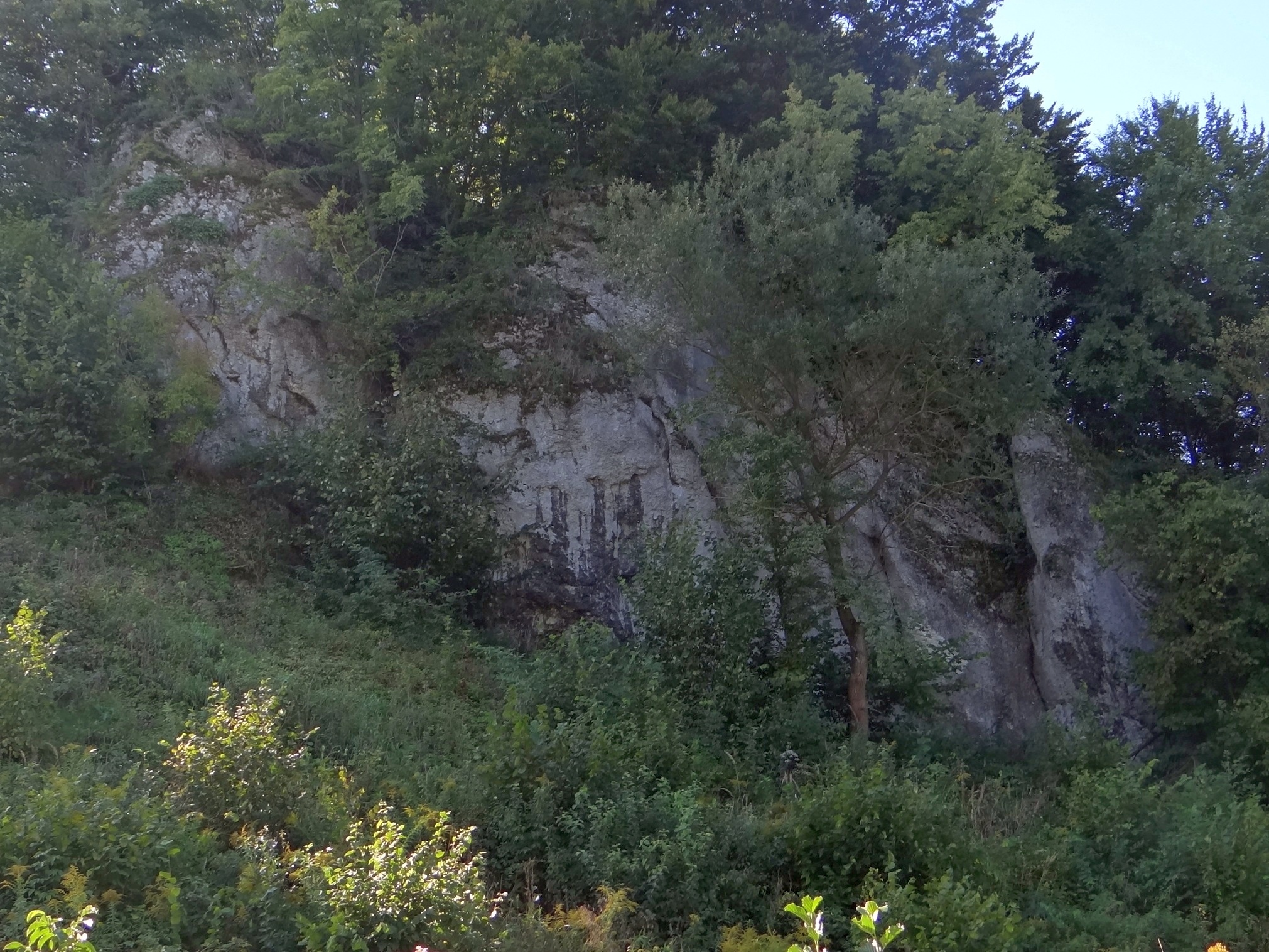
Zakątek
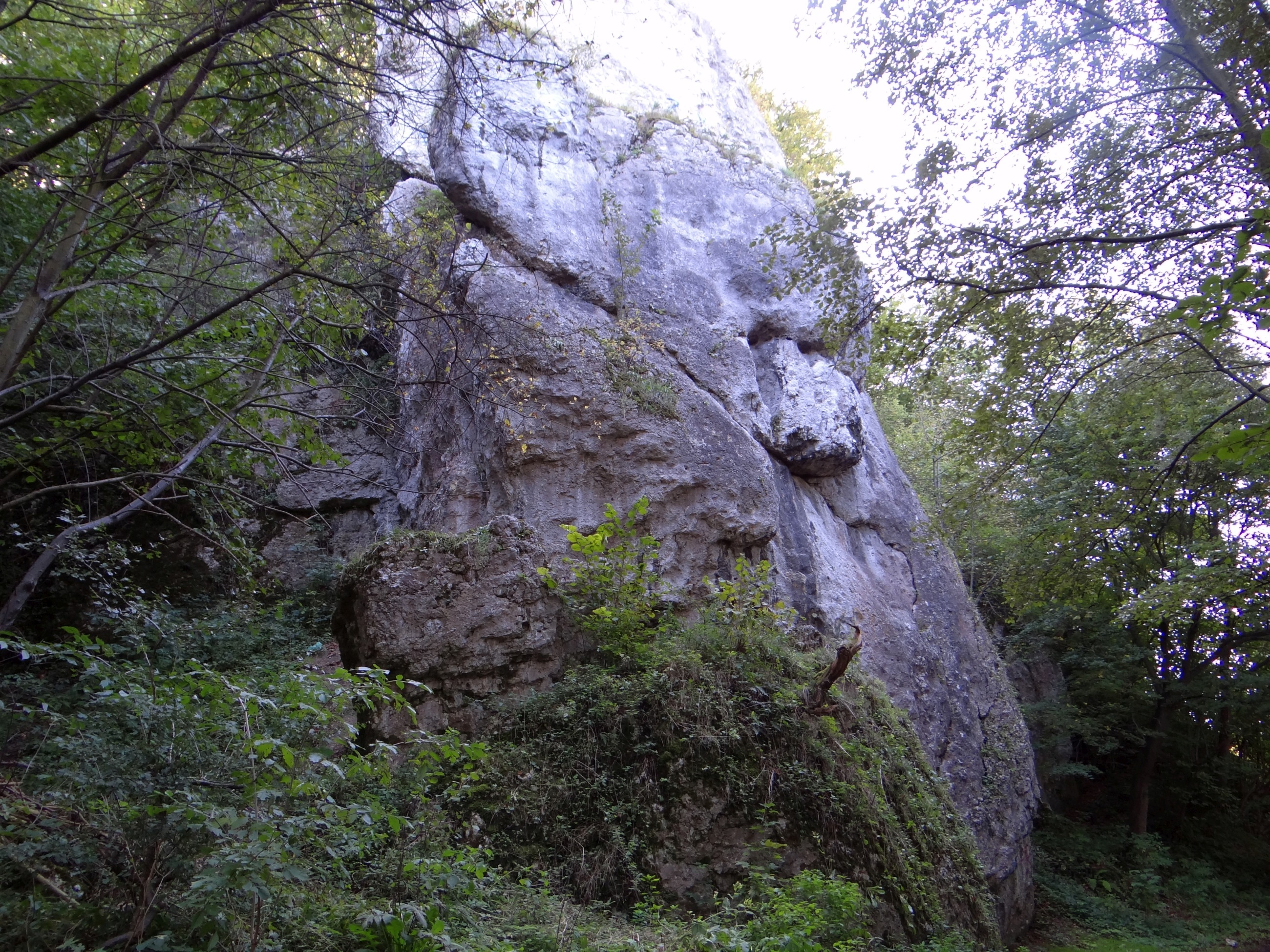
Gaudynowska Baszta
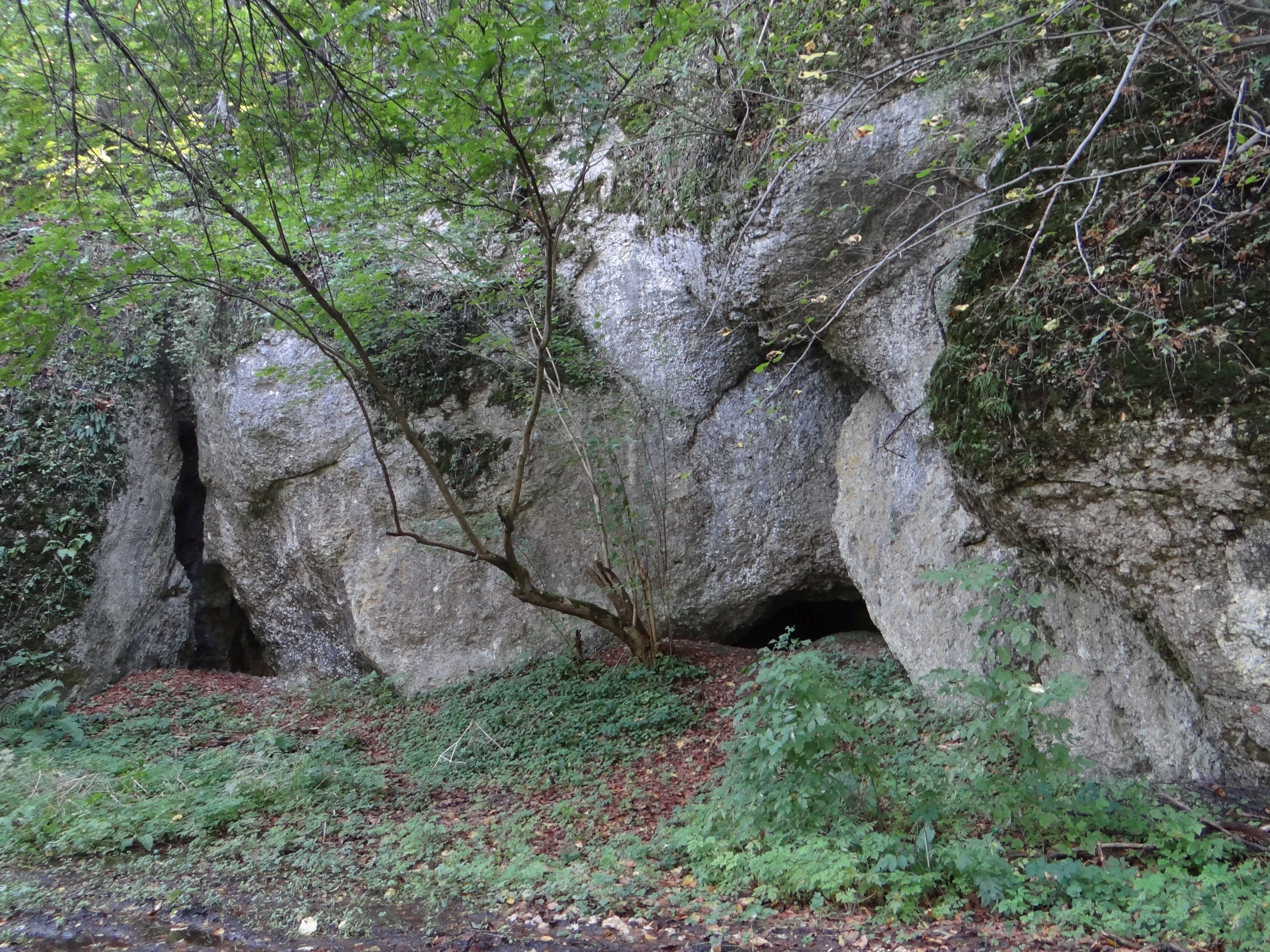
Skały przy Gaudynowskiej Baszcie
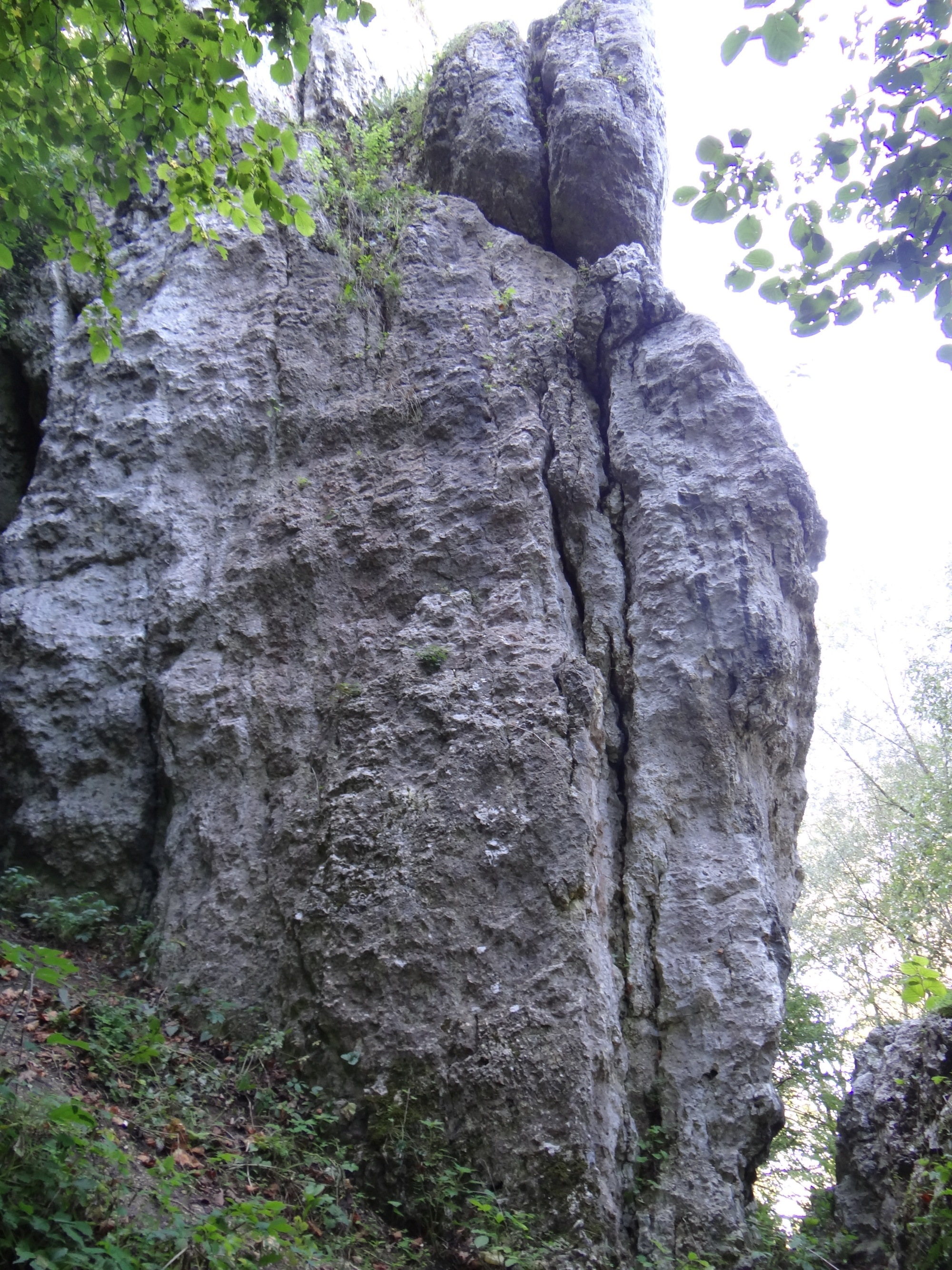
Gaudynowska Baszta
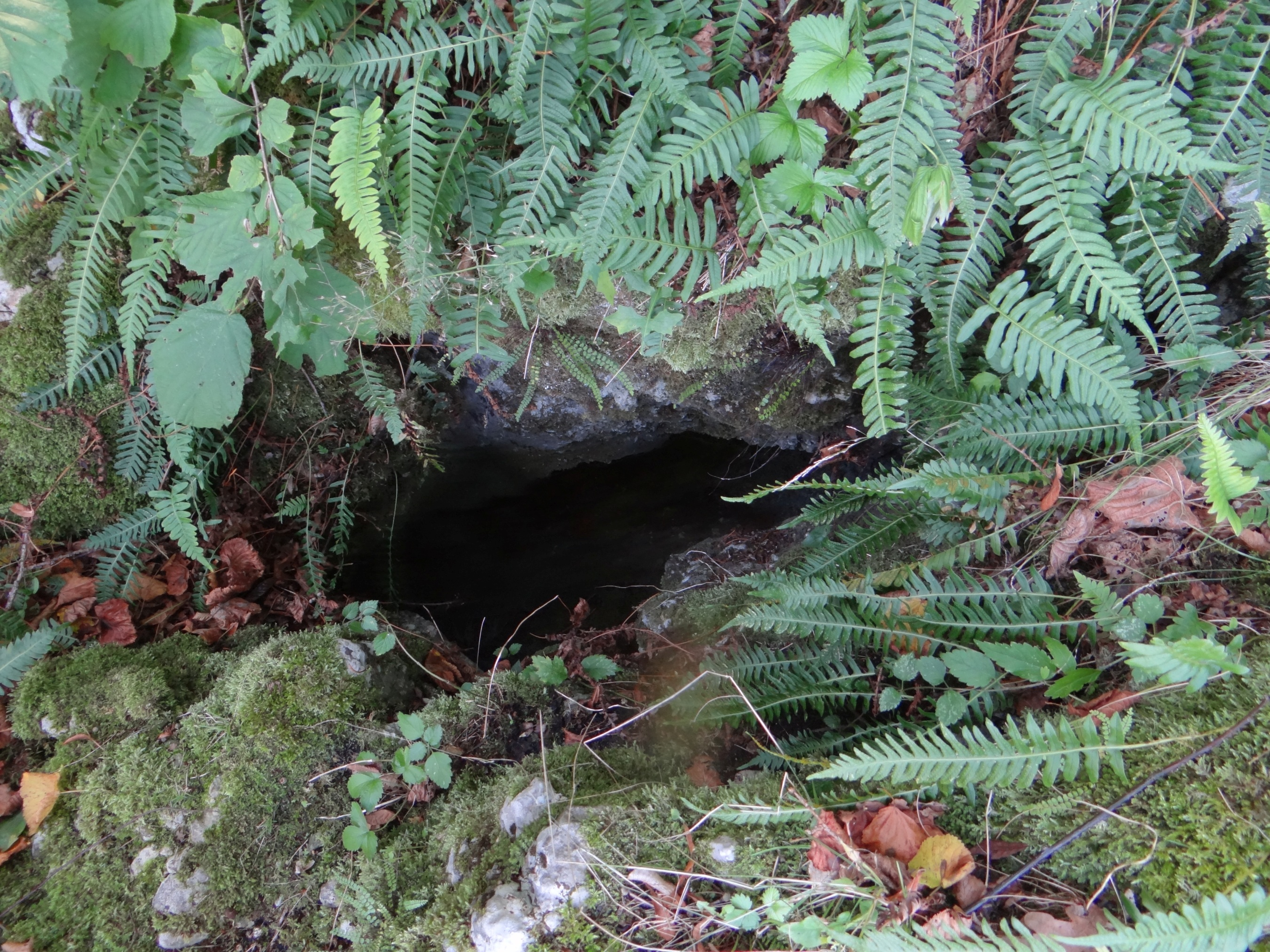
Studnia za Igłą